# Салавр
Сала́вр (фр. Salavre) — коммуна во Франции, находится в регионе Рона — Альпы. Департамент — Эн. Входит в состав кантона Колиньи. Округ коммуны — Бурк-ан-Брес.
Код INSEE коммуны — 01391.

## География
Коммуна расположена приблизительно в 360 км к юго-востоку от Парижа, в 80 км северо-восточнее Лиона, в 20 км к северо-востоку от Бурк-ан-Бреса.
На западе коммуны протекает река Сольнан.

## Климат
Климат полуконтинентальный с холодной зимой и тёплым летом. Дожди бывают нечасто, в основном летом.

## Население
Население коммуны на 2010 год составляло 284 человека.
| 1962 | 1968 | 1975 | 1982 | 1990 | 1999 | 2010 |
| ---- | ---- | ---- | ---- | ---- | ---- | ---- |
| 343  | 288  | 238  | 218  | 246  | 285  | 284  |

## Администрация
| Период | Период | Фамилия     | Партия | Примечания |
| ------ | ------ | ----------- | ------ | ---------- |
| 2001   | 2008   | Гастон Фо   |        |            |
| 2008   | 2014   | Жерар Пупон |        |            |

## Экономика
В 2010 году среди 177 человек трудоспособного возраста (15—64 лет) 121 были экономически активными, 56 — неактивными (показатель активности — 68,4 %, в 1999 году было 70,4 %). Из 121 активных жителей работали 113 человек (59 мужчин и 54 женщины), безработных было 8 (4 мужчины и 4 женщины). Среди 56 неактивных 11 человек были учениками или студентами, 35 — пенсионерами, 10 были неактивными по другим причинам.

## Достопримечательности
- Распятие в деревне Динжье (XV век). Исторический памятник с 1951 года.[4]